# Rallicula rubra
Rallicula rubra (лат.) — вид птиц из семейства Sarothruridae. Выделяют два подвида.

## Распространение
Обитают на Новой Гвинее (в том числе в индонезийской части острова).

## Описание
Длина тела 18-23 см. Красновато-каштановое оперение самца позволяет спутать его только с очень похожим, но аллопатричным самцом R. mayri, который является более темным, с нечеткими узкими чёрными полосами на хвосте. У самки спинка и надкрылья чёрные с небольшими желтыми пятнами, что напоминает самок R. forbesi и R. mayri, но имеет пятнистую верхнюю часть спинки и отсутствие черноватой перемычки на нижней стороне тела. Этим она очень похожа на самку R. leucospila, но не имеет узких чёрных полос на хвосте, характерных для этого и двух других видов.

## Биология
Гнездо в виде большого куполообразного сооружения из мха, травы, скелетов листьев, волокон и листьев папоротника. Оно выстлано тонкими волокнами, корешками и обломками листьев папоротника, основание расширено с одной стороны на пандус, ведущий к боковому входу. Кладка состоит из единственного крупного яйца. Его не менее 34 дней насиживают, часто оставляя охлаждаться, и самка, и самец.